# Narrativisme historique
Le narrativisme historique est un courant historiographique émergeant dans le monde anglo-saxon au cours des années 1980. Selon Hayden White et Franck Ankersmit, le travail des historien est un discours construit qui ne pourra jamais atteindre la vérité, seulement une représentation subjective des faits passés. Ainsi, sa mise en écrit devient un récit de fiction, et seule l'étude du discours peut être abordée scientifiquement.

## Polémique

### Le narrativisme historique selon Hayden White
S’inscrivant dans le courant du tournant linguistique, Hayden White rédige en 1973 Metahistory, un ouvrage qui porte sur l’étude de l'imagination historique dans les structures de son discours : il en analyse le langage et sa manière de donner forme à la compréhension de l'histoire. Son angle d’étude, d’une part, redéfinit le rapport de l’histoire à la fiction car il regroupe récit historique et récit de fiction au sein d’une même classe – celle des « fictions verbales » – et, d’autre part, efface la distinction entre historiographie professionnelle et philosophie de l’histoire (lorsqu’elle revêt la forme de grands récits) car les deux disciplines emploient la même forme verbale de l’imagination historique : la mise en intrigue. White souligne que « bien que les historiens et les auteurs de fiction soient intéressés par des événements de nature différente, aussi bien la forme de leurs discours respectifs que le but qu’ils poursuivent dans leur écriture sont les mêmes ». Mettant ainsi en évidence que l’historien ne fait que déployer diverses figures rhétoriques que l’on retrouve dans l’écriture littéraire, en particulier celle de tropes (métaphore, métonymie, synecdoque et ironie), il poursuit les idées du narrativisme historique qui provoquent opposition et débat.

### Critiques et débat
C’est à partir des années 1980 que le débat autour du narrativisme apparait en Europe. Paul Ricoeur reconnait en 1983 des apports venant des courants narrativistes, permettant de mieux comprendre la manière dont se déploie l’écriture historienne. Il considère pourtant que cette approche ne doit pas aller jusqu’à remettre en question l’intention de véracité qui fonde la pratique historienne et la différencie du roman. Avec la montée en popularité du narrativisme historique, la discussion critique se transforme progressivement en polémique. Elle est initiée par un article de l’historien italien Arnaldo Momigliano, qui met en garde contre la posture narrativiste. Dans une postface de 1984, le microhistorien Carlo Ginzburg embraye en critiquant l’approche de White, qu’il compare à celle de Hartog, influencée par Michel de Certeau.
En France, la polémique trouve écho dans l’hommage de Pierre Vidal-Naquet à Michel de Certeau en 1987, où il exprime son accord avec l’approche de l’histoire comme un processus d’écriture devant être étudié en soi, mais aussi son attachement au réel et à ce qui s’est authentiquement passé. Il allie ce reproche à son engagement dans l’affaire Faurisson, considérant les positions radicales du narrativisme comme le pendant inverse de la position des négationnistes affirmant à ce moment qu’il n’y a aucune preuve réelle de la Shoah. Il reproche notamment à White, qui dénonce Faurisson, de ne pas oser l’attaquer sur le terrain des faits puisque sa position relativiste l’en empêche.
La polémique contre les narrativistes culmine avec le colloque organisé par Saul Friedlander, qui a pour ambition d’en dévoiler les racines intellectuelles et leur implication pour l’histoire en général, en confrontant le narrativisme sur le terrain de l’histoire du nazisme et de la Solution Finale. Carlo Ginzburg y contribue en interpellant White sur des massacres de juifs dont il ne restait qu’un seul témoin. Il s’appuie sur ces événements particuliers rapportés par des narrations uniques pour montrer que le travail préalable de l’historien est pratiquement indispensable. Pour Ginzburg, la stratégie de White, qui cherche à démontrer qu’une distinction rigoureuse entre narrations fictives et narrations historiques est impossible, ferme les yeux sur le travail d’enquête qui caractérise la narration historique et la rend possible.

## Postérité
De manière générale, le narrativisme a eu pour conséquence une avancée dans la communication de l’histoire, et les recherches qui en ont découlé ont rendu au niveau épistémologique ses lettres de noblesse à la narration. Ceci ouvre un éventail de nouvelles réflexions dans l’épistémologie historique. Alors que les travaux de Mink et White rendent incertaine la frontière entre l’histoire et la fiction, elles permettent à l’historien une critique même du discours historique, dans toutes ses formes. C’est ainsi qu’on retrouve notamment la critique du discours colonial suivant son auteur et son paradigme dans le courant historiographique des post-colonial studies.
Le post-narrativisme, comme son nom l’indique, hérite de la réflexion du narrativisme. À ce sujet, Kuukaten remet en cause la capacité d’obtention de vérités par le discours et met en avant le besoin de remplacer le terme de « vérité historique », selon lui inatteignable dans son exactitude, par le terme « correspondance » dans sa théorie homonyme. De même, il tend à remettre en question l’usage d’appellations et termes spécifiques, notamment ceux de périodisations données a posteriori à des évènements, comme « Guerre Froide », « Renaissance », etc. De manière générale, selon lui, le discours ne peut rien transmettre de vrai ou de faux. Il en dira « les concepts colligatoires… ne font pas référence à des entités correspondantes dans la réalité historique ».